# Julien Friedler
 (janvier 2011).
Si vous disposez d'ouvrages ou d'articles de référence ou si vous connaissez des sites web de qualité traitant du thème abordé ici, merci de compléter l'article en donnant les références utiles à sa vérifiabilité et en les liant à la section « Notes et références ».
Julien Friedler, né le 13 novembre 1950 à Bruxelles et mort le 1er juin 2022, écrivain et artiste contemporain, est la figure de proue du mouvement des arts visuels connu sous le nom de Be art.
Il a passé son enfance et son adolescence à Bruxelles. Il obtient un diplôme universitaire en philosophie à la Sorbonne et ethnographie à l'Université Libre de Bruxelles. Il suit un cursus de psychanalyse à Paris, adhère aux théories post-structuralistes de Jacques Lacan, tout en entamant une psychanalyse personnelle avec ce dernier. Durant les années 1990, il crée "La Moire" à Bruxelles, un institut qui favorise une approche interdisciplinaire dans le champ psychanalytique. Il veut briser les contraintes de la psychanalyse classique mais, rencontrant une résistance farouche, Friedler se sent contraint de quitter le milieu psychanalytique.
En 1997, Friedler débute en tant qu'artiste. Autodidacte mais armé d'une grande expérience sur le caractère humain et d'une fascination pour l'inconnu, il commence à peindre. Les évènements de la seconde moitié du XXe siècle influencent sa sensibilité et sa compréhension du monde.[réf. nécessaire] À travers son art, il confronte la société contemporaine post-moderne. [réf. nécessaire] Il apparaît comme un visionnaire charismatique[réf. nécessaire] adoptant une approche holistique[réf. nécessaire], tout en créant un microcosme organique, le Monde du Boz.

## Littérature
Au cours de sa carrière, il écrit de nombreux articles et livres qui trouvent un large succès critique[réf. nécessaire] et dans la presse spécialisée.
En 2003, il se met à écrire un livre qui n'est pas un discours scientifique mais une œuvre littéraire de proportion épique intitulé le "Livre du Boz". Ce livre est simultanément un roman et un ouvrage de poésie et de prose écrit, dans sa majeure partie comme un dialogue. L'histoire se déroule au XXe siècle, dans le présent et dans un futur fictif. Les personnages principaux sont trois clowns: Jack Balance, le scribe lui-même et l'Homme-miroir.

## Arts visuels
Certains tableaux sont réalisés dans un style expressionniste.[réf. nécessaire] D'autres montrent des figures chamaniques qui rayonnent d'énergie intérieure ou bien sont revêtus de symboles primitifs. En particulier, La "Parole des Anges" présente le langage conçu par Friedler . Le langage jeune des graffiti apparaît également dans certains travaux.
Des connotations biographiques sont fréquentes et souvent ambiguës. Afin d'appréhender le travail de Friedler, il est nécessaire de comprendre certains des événements importants de son histoire et de sa vie tels que la Shoah et mai 1968. Les arts visuels occupent une place centrale dans le Livre du Boz; ce qui oblige l'artiste à finalement présenter son art à un large public et en conséquence aussi faire face à la scène artistique contemporaine internationale[réf. nécessaire].

## Association
En 2008, Friedler a créé une association d'art contemporain appelée Spirit of Boz qui coordonne le programme Be Boz Be Art composé d'une série de projets culturels et artistiques conçu dès le départ comme art "pour et par les masses". L'association est une plateforme que l'artiste peut utiliser comme alternative au milieu artistique classique. Ce faisant, l'association rend l'art accessible à un large public[réf. nécessaire], là où l'art est le moins attendu voire totalement hors de propos. Sous cet angle, l'art est utilisé comme un moyen pour améliorer la cohésion sociale.[réf. nécessaire]

## Publications
- Mosaïque, 1982  (ISBN 2867050065)
- L'Ombre du rabbin, 1985  (ISBN 286705043X)
- Psychanalyse et neurosciences : la Légende du boiteux, 1995  (ISBN 2130469094)
- L'Ivrogne, 1998  (ISBN 2912668042)
- Tirésias, 1998  (ISBN 2854462467)
- L'Œil d'Œdipe, 2004  (ISBN 2130540600)
- Le Livre du Boz, 2013  (ISBN 9782363360885)
- Voyage, 2014  (ISBN 9782363361493)
- La Vérité du Labyrinthe, 2016  (ISBN 9782363362711)
- La Parole des Anges, 2018  (ISBN 9791097042134)
- Behind The World, 2018  (ISBN 9791097042165)
- Les Fondamentaux, 2020  (ISBN 9791097042523)
- Mapping, 2020  (ISBN 9791097042387)
- I Fondamentali, 2021  (ISBN 9791097042745)

## Ouvrages sur Julien Friedler
- Norbert Hillaire, Double vue, 50 fragments pour Julien Friedler  (ISBN 2757205455)
- Sonia Bressler, Julien Friedler, métaphysique de l'errance  (ISBN 2363360818)
- Sonia Bressler, Julien Friedler, une vie d'Art  (ISBN 9791097042219)